# Howard Winstone
Howard Winstone (Merthyr Tydfil, 15 aprile 1939 – Merthyr Tydfil, 30 settembre 2000) è stato un pugile britannico, campione europeo e mondiale dei pesi piuma.

## Biografia

### Carriera da dilettante
Complessivamente ha combattuto, da dilettante, 86 incontri vincendone 83. È stato Campione del Commonwealth nei pesi gallo nel 1958, a Cardiff.

### Carriera da professionista
Winstone conquista la cintura europea dei pesi piuma nel luglio 1963 a Cardiff battendo l’italiano Alberto Serti, per Knock-out tecnico alla quattordicesima ripresa. 
Difende vittoriosamente il titolo europeo contro John O'Brien, Lino Mastellaro e Yves Desmarets.
Nel 1965, a Blackpool, incontra José Legrá Utría, in un match senza titolo in palio perché Legrá è ancora cittadino cubano. Winstone si aggiudica il match ai punti in dieci riprese.
Il 7 settembre 1965, combatte per il titolo mondiale ma è sconfitto dal messicano Vicente Saldívar nel primo di tre incontri, per decisione ai punti. 
Nel 1967 Howard Winstone lascia vacante il titolo europeo in vista della seconda sfida mondiale.
Il 15 giugno 1967, Saldívar sconfigge ancora una volta Winstone con una decisione ai punti. Nel 1996, la rivista Ring Magazine ha incluso questo match nella lista dei 100 più grandi combattimenti di tutti i tempi. 
Nell'ultima puntata della trilogia, Winstone perde nuovamente da Saldívar per KO al 12º round. Dopo quel match, nell'ottobre del 1967,il messicano annuncia il suo ritiro. 
Winstone è designato a combattere contro il giapponese Mitsunori Seki per il titolo vacante mondiale WBC dei pesi piuma. Nel gennaio 1968, alla Royal Albert Hall di Londra, conquista finalmente il titolo mondiale per ferita al nono round.
Alla prima difesa del titolo, il 24 luglio 1968, alla Coney Beach Arena di Porthcawl, José Legrá lo batte per Ko tecnico. L'arbitro aveva fermato il match al quinto round constatando che il detentore, a causa di una consistente ferita all'occhio sinistro, non era più in grado di continuare.
Dopo questo incontro Howard Winstone si ritira dalla boxe a soli ventinove anni.